# 낙화암과 삼천궁녀
"낙화암과 삼천궁녀"는 한국에서 제작된 이규환 감독의 1960년 영화이다. 노능걸 등이 주연으로 출연하였고 이수형 등이 제작에 참여하였다.

## 출연

### 주연
- 노능걸
- 변기종
- 김승호
- 최남현

## 기타
- 원작자: 장덕조
- 조명: 황동춘
- 녹음: 이경순
- 미술: 임명선